# Myrcianthes fragrans
Myrcianthes fragrans là một loài thực vật có hoa trong Họ Đào kim nương. Loài này được Olof Peter Swartz mô tả khoa học đầu tiên năm 1788 dưới danh pháp Myrtus fragrans. Năm 1963, Rogers McVaugh chuyển nó sang chi Myrcianthes.

## Phân bố
Loài này là bản địa khu vực nhiệt đới châu Mỹ, từ Florida qua Mexico, Trung Mỹ, các quốc gia vùng biển Caribe tới miền bắc Nam Mỹ.

## Hình ảnh

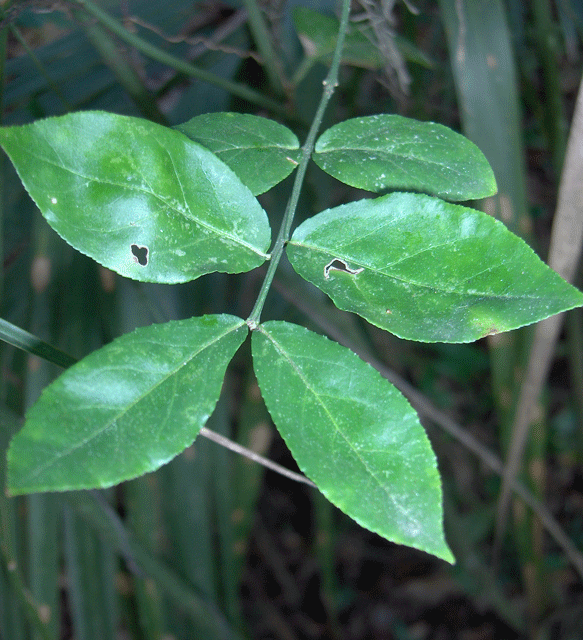